# Campylospora parvula
Campylospora parvula är en svampart som beskrevs av Kuzuha 1973. Campylospora parvula ingår i släktet Campylospora, divisionen sporsäcksvampar och riket svampar.   Inga underarter finns listade i Catalogue of Life.